# ニュースSUNデー
『ニュースSUNデー』（ニュースサンデー）は、サンテレビジョン（SUN）で毎週日曜日の夕方に放送されている報道番組。JAグループの兵庫県内各団体（兵庫県内JA、JAバンク兵庫信連、JA共済連兵庫）が、単独でスポンサーに付いている。

## 概要
『SUN-TV日曜夕刊』（以下「前番組」）を改題する形で、2018年10月7日に放送を開始。前番組に続いて、サンテレビの報道部が制作と取材を担当しているほか、兵庫県内のJAグループが単独でスポンサーに付いている。
2021年5月30日まではサンテレビ旧本社（神戸国際交流会館内）のスタジオから放送していたが、同局が本社屋を神戸駅前JUSTスクエア（ホテルジュラク神戸との複合ビル）へ移転することに伴って、6月6日以降の放送分では新社屋内のスタジオを使用している。

## 番組内容
前番組と同様、番組前半ではその日一日の兵庫県内のニュースを伝える。後半では、『情報スタジアム 4時!キャッチ』→『NEWS×情報 キャッチ+』で放送された特集から1つの企画を対象に、再放送か先行放送を実施している。2021年6月20日には、本社屋移転前後のサンテレビ報道部の現場に密着した当番組オリジナルの特集を編成。3週間前（5月30日）の当番組で、サンテレビとしては旧社屋から最後のニュースを伝えた際の舞台裏も紹介した。
プロ野球シーズン中は番組の最後に試合結果・途中結果を伝える。その他、イベント情報を伝えるコーナーで編成。
天気予報については、前番組に続いて、後枠（2024年9月29日までは18:22 - 18:24に、2024年10月6日からは17:52 - 17:54）に単独番組として編成している。

## 出演者
休演する場合は他のサンテレビアナウンサーが出演する。
| 期間      | 期間      | キャスター |
| --------- | --------- | ---------- |
| 2018.10.7 | 2019.3.31 | 弘松優衣   |
| 2019.4.7  | 現在      | 村上文香   |

## 放送時間
表記はすべてJST
- 毎週日曜日 17:30 - 17:52
  - 2024年9月29日までは、毎週日曜日 18:00 - 18:22 に放送されていた。
  - 1月17日（1995年に阪神・淡路大震災が発災した日）が日曜日の場合には、サンテレビの自社制作で当該時間帯に編成する震災関連の報道特別番組へローカルニュースを内包する代わりに、当番組を休止する（2021年が該当）。

### 放送時間の移動の事例
2024年9月までは、『サンテレビボックス席』として阪神タイガースの公式戦完全中継を実施する週には、中継を予定しているカードがナイトゲームであれば、放送枠をあらかじめ17:30 - 17:52に繰り上げて設定していた。デーゲームであれば、放送枠の完全スライド方式で中継の終了後から放送する。以下は、その他の理由で放送時間を変更した事例を記す。
- 2019年4月21日
  - 第67回兵庫リレーカーニバル中継（12:00 - 18:55）放送のため、1時間繰り下げて19:00 - 19:22まで放送した[1]。
- 2019年5月26日
  - 第85回関西オープンゴルフ選手権中継（17:00 - 18:30）放送のため、30分繰り下げて18:30 - 18:52まで放送した[2]。

## 関連番組
- SUN-TV日曜夕刊
- 情報スタジアム 4時!キャッチ
- NEWS×情報 キャッチ+
- NNNニュースサンデー - 日本テレビ[注 2]で同日朝に放送されている類似タイトルの番組